# Jacques Lacarrière
Jacques Marie Lacarrière, född 12 september 1906 i Noyon i Oise, död 28 juli 2005 i Paris, var en fransk ishockeyspelare. Han var med i det franska ishockeylandslaget som kom på delad åttonde plats i de olympiska vinterspelen 1928 i Sankt Moritz och på delad nionde plats i de olympiska vinterspelen 1936 i Garmisch-Partenkirchen.